# Радио и телевидение Португалии
Радио и телевидение Португалии (Rádio e Televisão de Portugal) — акционерное общество.

## Правопредшественники
Основана в 2004 году путём объединения акционерных обществ «Португальское радио и телевидение» и «Португальское радиовещание».

## Телевещательная компании
Акционерное общество ведёт:
- с 2004 года вещание по 1-й телепрограмме в Португалии (телепрограмме «РТП 1» («RTP1»));
- с 2004 года вещание по 2-й телепрограмме в Португалии (телепрограмме «РТП 2» («RTP2»));
- с 2004 года вещание по 1-й телепрограмме на Азорских островах  (телепрограмме «РТП Азорес» («RTP Açores»)), состоящая из местных передач и передач программы «РТП 3».
- с 2004 года вещание по 1-й телепрограмме на Мадейре (телепрограмме «РТП Мадейра» («RTP Madeira»)), состоящая из местных передач и передач программы «РТП 3».
- с 2004 года вещание по международной телепрограмме «РТП Интернасьонал» («RTP International»);
- с 2004 года вещание по телепрограмме для португало-язычных стран Африки «РТП Африка» («RTP Africa»);
- с 2004 года вещание по специализированной телепрограмме «РТП 3» («RTП 3»), до 2015 года называвшейся «РТП Информасьон» («RTP Informação»);
- с 2004 года вещание по специализированной телепрограмме «РТП Мемория» («RTP Memória»);
- в 2006-2012 гг. вещание по мобильной телепрограмме «РТП Мобиле» (RTP Mobile);
- с 30 сентября 2009 года вещание по программе в высокой чёткости «РТП ХД» («RTP HD»).
- телетекст «RTP Text»
- с 2004 года вещание по 1-й (информационной, общественно-политической и художественной) радиопрограмме в португальской метрополии (радиопрограмме «РДП Антена 1» (RDP Antena 1)), звучащей на средних[1] и ультракоротких волнах;
- с 2004 года вещание по 2-й (информационной и художественной) радиопрограмме в португальской метрополии (радиопрограмме «РДП Антена 2» (RDP Antena 2)), звучащей на ультракоротких волнах;
- с 2004 года вещание по 3-й (информационно-музыкальной) радиопрограмме в португальской метрополии (радиопрограмме «РДП Антена 2» (RDP Antena 3));
- с 2004 года вещание по 1-й радиопрограмме на Азорских островах («РДП Азорес» («RDP Açores»)), состоит из местных передач и передач программы «РДП Антена 1».
- с 2004 года вещание по 1-й радиопрограмме на Мадейре («РДП Мадейра» («RDP Madeira»)), состоит из местных передач и передач программы «РДП Антена 1».
- с 2004 года вещание по международной радиопрограмме «РДП Интернасиональ» (RDP Internacional), звучит через спутниковую антенну;
- с 2004 года вещание по африканской радиопрограмме «РДП Африка» (RDP África), звучит на ультракоротких волнах в странах Африки.
- звучащим в Интернете, специализированным радиопрограммам:
  - RDP Rádio Lusitania — цифровое радио, транслирующее португальскую музыку.
  - RDP Rádio Vivace — цифровое радио, транслирующее классическую музыку.
  - RDP Radio 80
  - RDP Antena 1 Fado — радио, транслирующее музыку в стиле фаду.
  - RDP Antena 2 Ópera — радио, транслирующее оперы.
  - RDP Antena 3 Rock — цифровое радио, транслирующее рок-музыку.
  - RDP Antena 3 Dance — цифровое радио, транслирующее танцевальную музыку.
- Сайт RTP
- Страница RTP и страницы всех радиостанций в facebook
- Страница RTP и страницы всех радиостанций в twitter
- Страница RTP и страница радиостанции RDP Antena 3 на youtube

## Владельцы
Владельцем акционерного общества является государство.

## Активы
Акционерному обществу принадлежит часть капитала акционерного общества «Евроньюс».

## Управление и финансирование
Управляется Советом директоров (Conselho de Administração), назначается Генеральным независимым советом (Conselho Geral Independente), два члена которых назначаются Правительством, два Избирательным комитетом (Conselho de opinião), 10 членов которого в свою очередь избирается Ассамблеей Республики, остальные — законодательным собраниями Майдеры и Азорских Островов, Национальной Ассоциацией Португальских Муниципиев, профсоюзами, ассоциациями работодателей, сотрудниками RTP и др., остальные члены Генерального независимого совета кооптируются 4 предыдущими членами.